# Aung Thu (calciatore)
Aung Thu (အောင်သူ; Mate Hti Lar, 22 maggio 1996) è un calciatore birmano, attaccante dell'Uthai Thani.

## Carriera

### Club
Gioca dal 2013 nella massima serie birmana nello Yadanarbon, con cui nel 2014 e nel 2016 ha vinto il campionato.
In seguito gioca anche nella prima divisione thailandese.

### Nazionale
Ha giocato 5 partite e segnato 2 gol nel campionato asiatico Under-19 del 2014, al termine del quale la Birmania ha ottenuto la qualificazione ai Mondiali Under-20 del 2015, per i quali Thu è stato successivamente convocato.
Il 30 maggio 2015 ha esordito nei Mondiali Under-20 disputando da titolare la partita persa per 2-1 dalla sua nazionale contro i pari età degli Stati Uniti; successivamente disputa da titolare anche la seconda giornata della fase a gironi, nella quale il 2 giugno la sua Nazionale perde per 6-0 contro l'Ucraina. Gioca infine da titolare anche nella terza ed ultima partita disputata dalla squadra birmana nel corso del torneo, il 5 giugno contro i padroni di casa della Nuova Zelanda; la sfida termina per 5-1 in favore della nazionale oceaniana, ma nella circostanza Thu segna l'unica rete della sua squadra.
Il 13 ottobre 2015 ha segnato il suo primo gol con la nazionale maggiore, in Birmania-Laos.

## Palmarès

### Club

#### Competizioni nazionali
- Myanmar National League: 2

Yadanarbon: 2014, 2016